# Independence, Kentucky
Independence är en stad (city) i Kenton County i delstaten Kentucky, USA. Independence är en förort till Cincinnati, Ohio, och hade 24 757 invånare 2010.